# 大小山
大小山（だいしょうやま）は、栃木県足利市大沼田町・西場町・佐野市赤見町にある標高282mの山。鷹巣山（たかのすやま）とも呼ばれる。下野新聞社により選ばれた栃木百名山の第95座であり、足利百名山の第35座。三角点がある。
この記事では足利市ホームページに準じ、南嶺を大小山、北嶺を妙義山と呼称する。

## 概要
大小山の名は大天狗、小天狗の伝説に由来するといわれる。また鷹巣山の名称は源義国が鷹狩の鷹を逃がしてやった故事に由来するといわれる。足利市のホームページやGoogle マップなどでは南側を大小山、北側を妙義山（みょうぎさん）と呼ぶが、国土地理院地図では北側の山頂を大小山としている。このため大小山の標高は前者の場合282m、後者の場合313.8mとなる。ただし山頂にはそれぞれ「大小山山頂　二八二M」、「妙義山山頂　三一三・六M」との標識がある。
富田地区の象徴的な山であることから、麓の富田小学校、富田中学校の校歌にもそれぞれ大小山、鷹巣山の歌詞があり、同地区の郷土かるた「富田かるた」にも「ふるさとの宝、大小山」とある。

## 登山
登山道の入口には鳳仙寺と阿夫利神社、石尊の滝があり、大小山の中腹にも仙間神社がある。大小山の見晴台の崖には右から「大」「小」の文字がそれぞれ設置されている。
基本的に登山道は西場町だが、北側は市境を超えた佐野市赤見町である。また、登山道から東は西場富士(159.2m)、西は毛野地区の大坊山・北郷地区の越床峠方面に続く。